# غازي آل رحمة
غازي فيصل حسن حسين آل رحمة (مواليد 5 أبريل 1978 في المنامة) سياسي ورجل أعمال بحريني. عضو في مجلس النواب من ديسمبر 2014 حتى نوفمبر 2022 عن الدائرة الرابعة في محافظة الشمالية.

## التعليم
حصل على دبلوم تخصصي في تجارة النفط وبكالوريوس في اللوجستيات والاقتصاد من الأكاديمية العربية للعلوم والتكنولوجيا والنقل البحري وماجستير في تكنولوجيا النقل البحري.

## المسيرة المهنية
يمتلك عضوية لجنة قطاع النقل والمواصلات بغرفة تجارة وصناعة البحرين.

## مجلس النواب
قرر الترشح لعضوية مجلس النواب عن الدائرة الرابعة في محافظة الشمالية. في الجولة الأولى حصل على 646 صوت بنسبة 29.35% مما استوجب إقامة جولة ثانية حيث استطاع التغلب على منافسه نواف السيد بحصوله على 853 صوت بنسبة 55.82%.
قرر الترشح لعضوية مجلس النواب عن الدائرة الثالثة في محافظة الشمالية مجددا. في الجولة الأولى التي أقيمت في 24 نوفمبر 2018 حصل على 1103 صوت بنسبة 20.82% مما استوجب إقامة جولة ثانية في 1 ديسمبر حيث استطاع التغلب على منافسه نضال الشوملي بحصوله على 2456 صوت بنسبة 55.59%.